# Miguel Cardona
Miguel Angel Cardona, född 11 juli 1975 i Meriden i Connecticut, är en amerikansk lärare och politiker tillhörande Demokraterna. Sedan 1 mars 2021 är han USA:s utbildningsminister som en del av Joe Bidens kabinett. Han nominerades av Joe Biden inför dennes tillträde som president och bekräftades av USA:s senat genom en omröstning på 64-33 den 1 mars 2021.